# Pereche ordonată
În matematică, o pereche ordonată — denumită și cuplu — este un ansamblu de două elemente, nu neapărat diferite, luate într-o anumită ordine.
Perechile ordonate sunt notate cu paranteze: perechea cu primul element a și al doilea element b se notează cu (a, b). Ordinea elementelor perechii este importantă: dacă a ≠ b, atunci (a, b) ≠ (b, a). Prin aceasta, perechea (a, b) diferă de perechea neordonată {a, b}.
Mulțimea perechilor cu primul element în A și al doilea element în B se numește produsul cartezian a mulțimilor A și B, și se notează cu A × B:
{\displaystyle A\times B=\{(a,b):a\in A{\text{ și }}b\in B\}.}
Fiind obiecte cât se poate de simple, perechile ordonate au un rol central în formalizarea matematicii moderne, fiind omniprezente în toate domeniile acesteia. Însă existența perechilor ordonate nu este o axiomă a teoriei mulțimilor sau a sisteme axiomatice moderne precum sistemul axiomatic Zermelo-Fraenkel (ZFC), asta deoarece perechile ordonate se pot defini, de exemplu, prin construcția lui Kuratowski:
{\displaystyle (a,b):=\{\{a\},\{a,b\}\}.}
Generalizarea conceptului de pereche ordonată la ansambluri cu mai mult de două elemente se numește n-uplu.